# Toàn vẹn lãnh thổ
Toàn vẹn lãnh thổ là nguyên tắc theo luật quốc tế ngăn cấm các quốc gia sử dụng vũ lực chống lại "toàn vẹn lãnh thổ hoặc độc lập chính trị" của một quốc gia khác. Điều này được quy định tại Điều 2 (4) của Hiến chương Liên Hợp Quốc và được công nhận là luật tập quán quốc tế. Ngược lại nó nói rằng áp đặt bằng vũ lực thay đổi biên giới là một hành động gây hấn. Đó là một thuật ngữ chính trị, ví dụ khi áp dụng cho một quốc gia-nhà nước như Iraq, có biên giới được áp đặt vào cuối thế chiến 1.
Trong những năm gần đây, đã có sự căng thẳng giữa nguyên tắc này và khái niệm can thiệp nhân đạo theo Điều 73.b của Hiến chương Liên Hợp Quốc  "Phát triển khả năng tự trị của họ, chú ý đến những nguyện vọng chính trị của nhân dân và giúp đỡ họ phát triển dần dần những thiết chế chính trị, tự do của họ trong chừng mực thích hợp với những điều kiện riêng biệt trong từng vùng lãnh thổ và của nhân dân các lãnh thổ thích hợp với trình độ tiến hoá khác nhau của họ."  

## Lịch sử toàn vẹn lãnh thổ
Như xa như các hồ sơ bằng văn bản sớm nhất, đã có các đơn vị chính trị tuyên bố lãnh thổ xác định. Sự xâm nhập vào các lãnh thổ này thường được coi là một hành động chiến tranh, và thường dẫn đến chiến đấu. Đôi khi cũng có nhiều lớp quyền lực, với các đơn vị tiến hành chiến tranh với nhau trong khi cả hai đều thừa nhận một số quyền lực cao hơn. Quý tộc thời trung cổ và cổ đại chiến đấu với các cuộc chiến tranh tư nhân trong khi vẫn thừa nhận cùng một vị vua hoặc hoàng đế, chẳng hạn như trường hợp vào Xuân Thu ở Trung Hoa cổ đại, khi triều đại Đông Chu là những nhà cầm quyền danh nghĩa. Các vị vua Công giáo thường chiến đấu lẫn nhau trong khi thừa nhận quyền năng giáo hội của cùng một Giáo hoàng.
Những người ủng hộ khái niệm về chủ quyền Westphalia xem xét ý tưởng hiện đại về tính toàn vẹn lãnh thổ bắt đầu với Hòa ước Westfalen năm 1648. Tuy nhiên, Trung Quốc cổ đại và các nền văn hóa bản địa cổ xưa của Bắc Mỹ và Úc, trong số những người khác, có những hiểu biết lãnh thổ khác nhau.
Liên Hợp Quốc đã có ý định duy trì tính toàn vẹn lãnh thổ và các nguyên tắc khác của luật pháp quốc tế. Nó đã lên án cuộc xâm lược của Ý đối với Ethiopia. Nó đã hỗ trợ rộng rãi Cộng hòa Trung Quốc trong việc tạo ra Manchukuo ở Mãn Châu và phía Đông Nội Mông. Hầu hết các sử gia nói rằng Liên đoàn đã bị mất uy tín bởi sự thất bại của nó để làm cho những phán đoán này có hiệu quả.
Với sự hình thành của Liên Hợp Quốc (UN) và sau đó, các tổ chức như Hội nghị về an ninh và hợp tác ở châu Âu (nay là Tổ chức An ninh và Hợp tác châu Âu), tính toàn vẹn lãnh thổ đã trở thành một phần của nghị quyết quốc tế. Đạo luật cuối cùng Helsinki xử lý cả sự bất khả xâm phạm của biên giới và sự toàn vẹn lãnh thổ của các quốc gia, trong số những thứ khác.

## Trong một thế giới đang thay đổi
Ứng dụng nghiêm ngặt gần đây (sau chiến tranh thế giới thứ hai) về tính toàn vẹn lãnh thổ đã làm nảy sinh một số vấn đề và, khi đối mặt với thực tế "trên mặt đất", có thể được xem như một cấu trúc quá nhân tạo.
Hoàng thân Hans-Adam II của Liechtenstein, nói chuyện với Viện Quốc tế Nghiên cứu Chiến lược vào ngày 25 tháng 1 năm 2001, lập luận cho một cách tiếp cận linh hoạt hơn để toàn vẹn lãnh thổ, phù hợp với chuẩn mực lịch sử, nói rằng, "Chúng ta hãy chấp nhận sự thật rằng các quốc gia có vòng đời tương tự Hầu hết các quốc gia thành viên của Liên hiệp quốc đã tồn tại trong biên giới hiện tại của nó trong hơn 5 thế hệ., thay vì nếu một quá trình như vậy đã được kiểm soát một cách hòa bình. Những hạn chế về tự quyết định không chỉ đe dọa dân chủ mà còn là trạng thái tìm kiếm sự hợp pháp của nó trong nền dân chủ.
Tại Hội nghị thượng đỉnh thế giới năm 2005, các quốc gia trên thế giới đã nhất trí về "Trách nhiệm bảo vệ", cho phép quyền can thiệp nhân đạo. Nó đã được lập luận rằng điều này có thể tạo ra một ứng dụng linh hoạt các khái niệm về chủ quyền và toàn vẹn lãnh thổ, giảm bớt sự tuân thủ nghiêm ngặt và có tính đến tình trạng de facto (trên thực tế) của lãnh thổ và các yếu tố khác hiện diện trên cơ sở từng trường hợp. Nghị quyết 1674 của Hội đồng Bảo an Liên Hợp Quốc, được thông qua bởi Hội đồng Bảo an Liên Hợp Quốc về ngày 28 tháng 4 năm 2006, "Khẳng định lại [ed] quy định tại đoạn 138 và 139 của Tài liệu Kết quả Hội nghị Thượng đỉnh Thế giới năm 2005 về trách nhiệm bảo vệ người dân khỏi nạn diệt chủng, chiến tranh tội ác, làm sạch dân tộc và tội ác chống nhân loại ".
Tuy nhiên, trách nhiệm bảo vệ này chỉ đề cập đến khả năng của các cường quốc bên ngoài để ghi đè chủ quyền và không liên quan rõ ràng đến việc thay đổi biên giới.
Ý kiến tư vấn của Tòa án Tư pháp Quốc tế về tuyên bố độc lập của Kosovo tuyên bố rằng tính toàn vẹn lãnh thổ không bị vi phạm theo luật pháp quốc tế liên quan đến các tuyên bố độc lập trong bản thân họ.